# Hadlow
Hadlow es una parroquia civil y un pueblo del distrito de Tonbridge and Malling, en el condado de Kent (Inglaterra).

## Geografía
Según la Oficina Nacional de Estadística británica, Hadlow tiene una superficie de 19,19 km².

## Demografía
Según el censo de 2001, Hadlow tenía 3908 habitantes (48,29% varones, 51,71% mujeres) y una densidad de población de 203,65 hab/km². El 20,55% eran menores de 16 años, el 72,31% tenían entre 16 y 74 y el 7,14% eran mayores de 74. La media de edad era de 39,32 años. Del total de habitantes con 16 o más años, el 26,41% estaban solteros, el 58,52% casados y el 15,07% divorciados o viudos.
El 94,45% de los habitantes eran originarios del Reino Unido. El resto de países europeos englobaban al 1,89% de la población, mientras que el 3,66% había nacido en cualquier otro lugar. Según su grupo étnico, el 98,75% eran blancos, el 0,51% mestizos, el 0,23% asiáticos, el 0,08% negros, el 0,1% chinos y el 0,26% de cualquier otro. El cristianismo era profesado por el 75,03%, el budismo por el 0,2%, el hinduismo por el 0,08%, el judaísmo por el 0,15%, el islam por el 0,18% y cualquier otra religión, salvo el sijismo, por el 0,23%. El 16,48% no eran religiosos y el 7,65% no marcaron ninguna opción en el censo.
1789 habitantes eran económicamente activos, 1735 de ellos (96,98%) empleados y 54 (3,02%) desempleados. Había 1526 hogares con residentes, 37 vacíos y 17 eran alojamientos vacacionales o segundas residencias.